# Arenas del Rey (kommunhuvudort)
Arenas del Rey är en kommunhuvudort i Spanien.   Den ligger i provinsen Provincia de Granada och regionen Andalusien, i den södra delen av landet, 400 km söder om huvudstaden Madrid. Arenas del Rey ligger 867 meter över havet och antalet invånare är 1 978. Den ligger vid sjön Pantano de los Bermejales.
Terrängen runt Arenas del Rey är huvudsakligen kuperad. Arenas del Rey ligger nere i en dal.Runt Arenas del Rey är det glesbefolkat, med 16 invånare per kvadratkilometer. Närmaste större samhälle är Alhama de Granada, 10,1 km nordväst om Arenas del Rey. Trakten runt Arenas del Rey består till största delen av jordbruksmark.